# Joseph von Schmerling

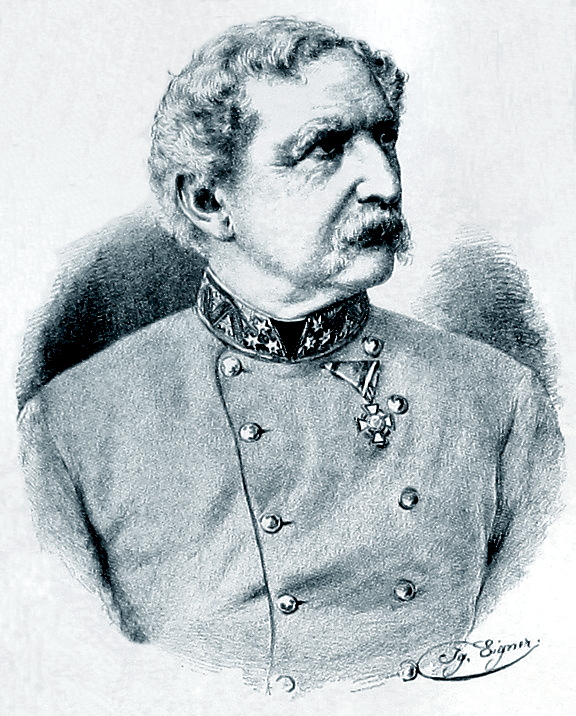
Josef Ritter von Schmerling als Feldzeugmeister, 1868

Joseph Reichsritter und Edler von Schmerling (* 8. Dezember 1806 in Hietzing, heute 13. Wiener Gemeindebezirk; † 8. September 1884 in Bad Aussee, beerdigt in der Familiengruft in Hietzing), war ein österreichischer Offizier (Feldzeugmeister), Inhaber des k. k. Linien Infanterie Regiments No. 67, Kommandierender General und stellvertretender Kriegsminister.

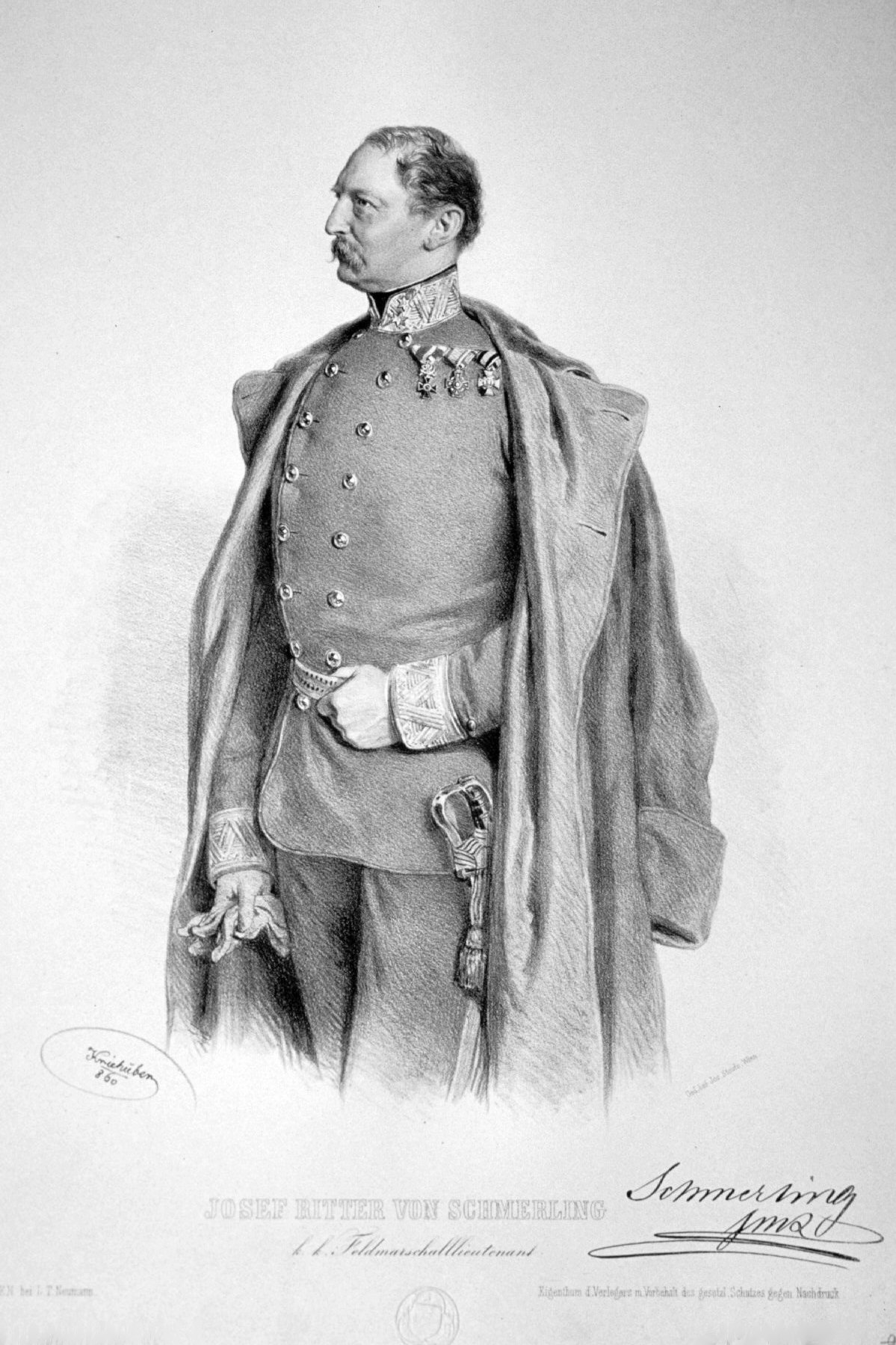
Josef von Schmerling als Feldmarschalleutnant, 1860

## Herkunft
Das Geschlecht stammt aus dem Herzogtum Kleve, von dem ein Zweig nach Österreich einwanderte.
Den Brüdern Anton Albert, Joseph und Leopold von Schmerling wurde 1707 wegen „altadeligen Herkommens“ der Reichsritterstand verliehen.
Der zukünftige Feldzeugmeister war der Sohn des k. k. niederösterreichischen Appellationsrats Joseph Ritter von Schmerling und seiner Gattin, Elise, Tochter des berühmten Rechtsgelehrten und mehrjährigen Rektors der Universität Wien Franz von Zeiller. Sein älterer Bruder Anton (1805–1893) war ein bedeutender Politiker, unter anderem Präsident des Obersten Gerichts- und Kassationshofes. Sein jüngerer Bruder Moriz (1822–1882) war Senatspräsident des 1867 gegründeten k.k. Verwaltungsgerichtshofes.
Eine Verbindung zur niederländischen Familie gleichen Namens ist nicht zu bestimmen.

## Biographie

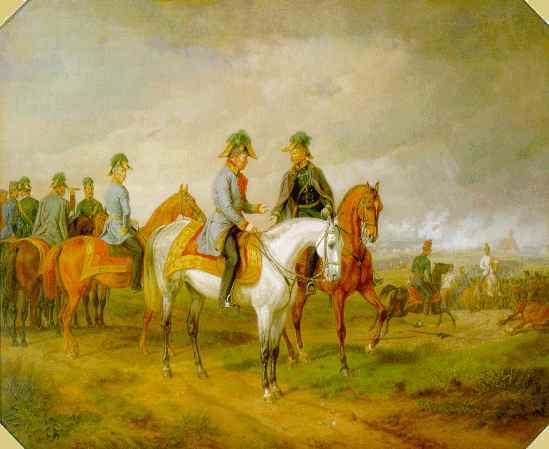
Schlacht bei Novara 1849

Der junge Schmerling trat nach absolviertem Studium der Rechtswissenschaft 1828 als Fähnrich in das Linieninfanterieregiment Nr. 7 ein. Er wurde später Hauptmann im Generalquartiermeisterstab. 1848 rückte er zum Major im Korps auf und im gleichen Jahr zum Oberstleutnant im Infanterieregiment Nr. 38. 1849 zum Oberst befördert, wurde er zum Generalquartiermeisterstab mit gleichzeitiger Verwendung im Infanterieregiment Nr. 1 transferiert. Seinen zügigen Aufstieg in der Militärhierarchie verdankte er den Kriegsereignissen von 1848/49, die zur Wiedereroberung der Herzogtümer Parma, Modena und des Toskanischen – hier bei der Zernierung und dem Angriff gegen Livorno – dienten, aber auch dem Krieg gegen das Königreich Sardinien-Piemont. Sie bildeten einen wichtigen Abschnitt seiner Karriere. Als Generalstabschef des 2. Armeekorps an der Seite von Feldzeugmeister Freiherr d’Aspre bewährte er sich in den Schlachten von Santa Lucia am 6. Mai 1848, Sommacampagna und Custozza am 25. Juli 1848, und Mortara am 21. März 1849. Besonders zeichnete er sich aus in der Schlacht bei Novara am 23. März 1849 und dem Gefecht bei Croce Bianco, wo ihm das Pferd unter dem Leib weggeschossen worden war.
Am 12. Juli 1850 avancierte er zum Generalmajor und Brigadier im 3. Armeekorps zu Prag wurde aber noch im gleichen Jahr zum Bevollmächtigten der Militärzentralkommission bei der 19. Deutschen Bundesversammlung zu Frankfurt am Main ernannt. Das geschah, weil durch eine Feldjägernote der Verfassungskonflikt wiederum auf eine deutschlandpolitische Grundsatzentscheidung zuzusteuern drohte. Also unterstützte Österreich das preußische Ultimatum durch die Entsendung des Offiziers, der Kurhessischen Verfassungskonflikt dem Kurfürsten von Kurhessen ein persönliches Schreiben des Kaisers überbrachte, infolgedessen Friedrich Wilhelm I. am 4. Dezember 1850 die neue, sehr viel weniger liberale Verfassung durch den Deutschen Bund akzeptierte. In dieser Zeit wurde er am 14. Juni 1858 zum Feldmarschallleutnant befördert.
Mit Datum vom 1. Januar 1860 berief man Schmerling zum Inhaber des neu formierten ungarischen Infanterieregiments Nr. 67 und am 1. Februar des Jahres zum Chef des Präsidialbüros beim Armeeoberkommando. Im folgenden Jahr war er Vorstand der Zentralkartei im Kriegsministerium, wo er von 1861 bis 1862 Stellvertreter des Kriegsministers wurde, sodann das Kommando über das 7. Armeekorps erhielt, welches er 1866 nach einem schweren Beinbruch aufgeben musste. 1867 wurde er Kommandierenden Generals in Temeswar und Stellvertreter des Oberkommandierenden der k. k. Landwehr Erzherzog Rainer. In letzterer Funktion hatte er ab 1868 maßgeblichen Anteil an Aufbau und Organisation der Organisation als Pendant zum k. u. Honvéd, der ungarischen Landwehr, die den Ungarn auf Grund des Ausgleichs von 1867 von Kaiser Franz Joseph I. als Territorialstreitkraft neben dem gemeinsamen Heer zugestanden wurde.
Am 20. März 1868 rückte zum Feldzeugmeister vor bei gleichzeitiger Ernennung zum Geheimen Rat. Desgleichen wurde er mit dem Orden der Eisernen Krone 1. Klasse sowie dem Ritterkreuz des Leopoldordens dekoriert, später auch mit dem Großkreuz mit KD des Ritterkreuzes. Der verdiente Offizier wurde am 19. Oktober 1878 pensioniert.
Das wirkliche Mitglied der k. k. geographischen Gesellschaft errichtete auch eine Stiftung mit Verleihungsrecht für sein Regiment.

## Auszeichnungen
Diese waren unter anderen:
- Orden der Eisernen Krone (Österreich), 1. Klasse
- Österreichisch-kaiserlicher Leopold-Orden, Großkreuz mit Kriegsdekoration
- Österreichisch-kaiserlicher Leopold-Orden, Ritterkreuz mit Kriegsdekoration
- Militärverdienstkreuz (Österreich) mit Kriegsdekoration
- Franz-Joseph-Orden, Ritterkreuz
- Roter Adlerorden, Ritter I. Klasse
- Verdienstorden vom Heiligen Michael (Bayern), Großkreuz
- des kurfürstlich hessischen Wilhelmsordens (Kurfürstentum Hessen), Großkreuz
- Orden vom Zähringer Löwen (Baden), Kommandeur 1. Klasse
- Orden der Eichenkrone, Großkreuz
- Leopoldsorden (Belgien), Kommandeur
- Orden des heiligen Joseph (Toskana), Kommandeur

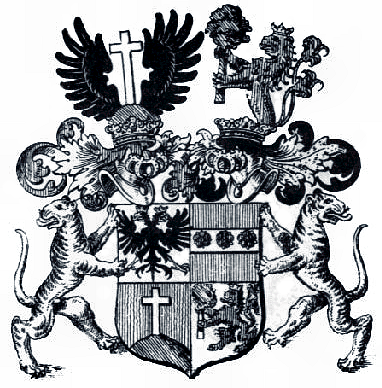
Wappen der Reichsritter von Schmerling 1707

## Wappen
1707: Quadrierter Schild: 1 in Silber ein goldgekrönter, schwarzer Doppeladler; 2 in Rot ein silberner, mit drei roten Rosen belegter Balken; 3 in Rot ein auf dem Gipfel eines grünen Berges wurzelschlagendes silbernes Kreuz; 4 in Silber ein roter, einwärtsgekehrter, aufgerichteter, doppelschwänziger Löwe, in seinen Pranken einen Baum mit silbernem Stamm und grünem Laub haltend. Auf dem Schild zwei goldene, gekrönte Helme. In dem rechten, auf einem grünen Samtkissen zwischen zwei ausgebreiteten, schwarzen Flügen steckt das Kreuz aus dem Schild. Auf dem linken der Löwe von 4 nun wachsend, in seinen Pranken den Baum ganz in Grün haltend. Die Decken sind vorne rot-silbern, hinten schwarz-golden. Schildträger sind zwei aufgerichtete, auswärtssehende, natürliche Tiger.